# Theodor Green
Theodor Hans Carsten Green, född 18 mars 1838 i Aalborg, död 26 september 1909 i Köpenhamn, var en dansk företagare, konsul, författare till flera böcker om ekonomi och grundläggare av Dagbladet Børsen.
Fadern Ole Christian Green (1811-1883) var grosshandlare och räknas som danska tändsticksindustrins grundläggare. Han anlade på 1840-talet en tändsticksfabrik i Aalborg, som 1850 flyttades till Köpenhamn och fick namnet Godthaab.
Theodor Green etablerade sig 1866 som grosshandlare i Köpenhamn och drev 1867-1872 tillsammans med M.S. Thielemann handel med kemikalier, hudar och läder. 1875 grundade han en finanshandel (en vekselererforretning) och gjorde sig till talesman för modernisering av finanspolitiken. Under en tid var han konsul för Chile.
1883 började han utge Danske Fonds og Aktier, en handbok som utgjorde en fortsättning (4:e upplagan) av August Jensens Obligations Kalender (1871 och 1874) och Hialmar Collins Actie- og Obligationskalender (1877).
Den 25 januari 1896 började han utge Kjøbenhavns Børs-Tidende, ett veckoblad som han själv redigerade fram till slutet av 1900, då redaktionen både av tidningen och årsboken övertogs av Holmer Green och från 1902 även Hendrik Stein. Den blev en dagstidning 1 oktober 1899 och officiellt organ för grosshandlarsocietetens styrelse. Namnet byttes med tiden till Dagbladet Børsen, som fortfarande är Danmarks ledande finanstidning.
Theodor Green gifte sig 1868 med Anna Kirstine Hansen och mottog 1875 svenska kungliga Vasaorden.

## Utmärkelser
- Riddare av Dannebrogorden,  1873[2]

[Redigera Wikidata]